# Come to Me (песня Рики Мартина)
«Come to Me» (рус. Подойди ко мне) — второй англоязычный сингл с альбома Рики Мартина The Best of Ricky Martin. Изначально песня входила в альбом 2000 года Sound Loaded.
«Come to Me» был выпущен 4 марта 2002 г. в определенных странах.
Песня достигла девяносто-второй строки в Нидерландах.
В Sound Loaded также вошла испаноязычная версия «Come to Me» под названием «Ven a Mí».

## Форматы и трек-листы
European CD single
1. «Come to Me» — 4:33
2. «Livin' la Vida Loca» — 4:03

## Чарты
| Чарт (2002)          | Наивысшая позиция |
| -------------------- | ----------------- |
| Dutch Single Top 100 | 92                |